# Olena Antonova
Olena Anatoliïvna Antonova (in ucraino Олена Анатоліївна Антонова?; Nikopol', 16 giugno 1972) è un'ex discobola ucraina.
Nel luglio 2013, ormai terminata la carriera agonistica, è risultata positiva allo stanozololo in un controllo antidoping svolto su dei campioni prelevati il 19 agosto 2009 ai campionati mondiali di Berlino.
In seguito alla positività, è stata squalificata dalle competizioni per due anni fino al 22 luglio 2015.

## Palmarès
| Anno | Manifestazione   | Sede        | Evento           | Risultato | Misura  | Note                                     |
| ---- | ---------------- | ----------- | ---------------- | --------- | ------- | ---------------------------------------- |
| 1991 | Europei juniores | Salonicco   | Lancio del disco | Bronzo    | 54,30 m |                                          |
| 1996 | Olimpiadi        | Atlanta     | Lancio del disco | 29ª       | 57,92 m |                                          |
| 1997 | Mondiali         | Atene       | Lancio del disco | 13ª       | 59,62 m |                                          |
| 1998 | Europei          | Budapest    | Lancio del disco | 11ª       | 60,26 m |                                          |
| 1999 | Mondiali         | Siviglia    | Lancio del disco | 7ª        | 63,61 m |                                          |
| 2000 | Olimpiadi        | Sydney      | Lancio del disco | 13ª       | 60,73 m |                                          |
| 2001 | Mondiali         | Edmonton    | Lancio del disco | 16ª       | 58,55 m |                                          |
| 2003 | Mondiali         | Saint-Denis | Lancio del disco | 4ª        | 65,90 m | Miglior prestazione personale stagionale |
| 2004 | Olimpiadi        | Atene       | Lancio del disco | 5ª        | 65,75 m |                                          |
| 2005 | Mondiali         | Helsinki    | Lancio del disco | 8ª        | 58,44 m |                                          |
| 2007 | Mondiali         | Osaka       | Lancio del disco | 5ª        | 62,41 m | Miglior prestazione personale stagionale |
| 2008 | Olimpiadi        | Pechino     | Lancio del disco | Argento   | 62,59 m | Miglior prestazione personale stagionale |
| 2009 | Mondiali         | Berlino     | Lancio del disco | dq        | dq      | [ 1 ]                                    |

## Riconoscimenti
- Il 20 agosto 2011 ha ricevuto il premio 20 Perle Nikopol in onore della Festa per il ventesimo anno dell'Indipendenza dell'Ucraina.[3]